# Primer ministro de Pakistán

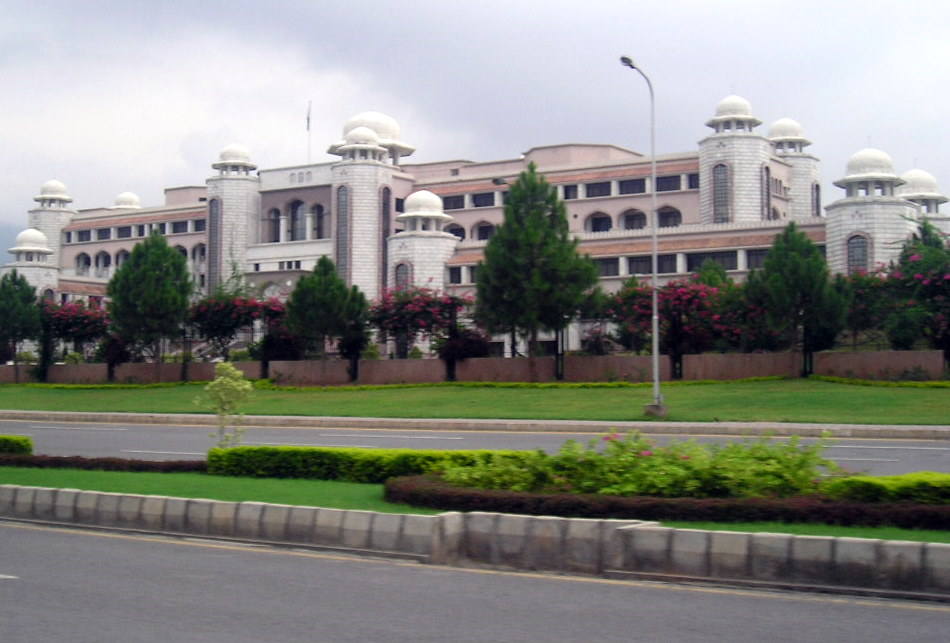
Secretariado del primer ministro en Islamabad.

El primer ministro de la República Islámica de Pakistán (en urdu: وزیر اعظم‎ Wazir-e- Azam que significa "Gran Ministro") es el jefe de Gobierno de Pakistán. 
El primer ministro es elegido por la Asamblea Nacional, miembros que son elegidos por voto popular. Generalmente, el líder del partido o la coalición con la mayoría de votos se convierte en primer ministro. El primer ministro es responsable de nombrar un gabinete. El presidente tiene el poder constitucional de remover al primer ministro, por medio de la disolución de la Asamblea Nacional y la convocación a nuevas elecciones. La 17° Enmienda de la Constitución de Pakistán impuso un sistema de control sobre este poder haciéndolo sujeto a aprobación o veto de la Corte Suprema.

## Historia
El cargo de primer ministro fue creado cuando Pakistán obtuvo su independencia en 1947. Originalmente, se le otorgaron poderes ejecutivos que fueron posteriormente reducidos en favor del poder del Gobernador General. El cargo fue suprimido en 1958 y revivido en 1973. El poder del primer ministro tuvo su mayor auge a fines de los años 1990, con la remoción de la separación de poderes institucional y la aprobación de la Decimotercera y la Decimocuarta Enmienda a la Constitución.
Liaquat Ali Khan fue el primero en ser nombrado en el cargo por el primer Gobernador General, Muhammad Ali Jinnah. El cargo de primer ministro se mantuvo hasta 1958, aunque muchos primeros ministros fueron destituidos por el jefe de Estado de turno. En 1958, se declaró la ley marcial por Iskander Mirza y el cargo de primer ministro básicamente desapareció hasta 1973. En este año, se aprobó una nueva Constitución que otorgaba nuevamente poder ejecutivo al primer ministro y convertía a Pakistán a un sistema parlamentario. El arquitecto de esta Constitución, Zulfikar Ali Bhutto, fue nombrado primer ministro; sin embargo, fue depuesto en 1977 y se instituyó nuevamente la ley marcial, lo que incluyó la suspensión del cargo de primer ministro hasta 1985 cuando Muhammad Khan Junejo fue nombrado por la recientemente electa Asamblea Nacional. Esta elección también conllevó la Octava Enmienda de la Constitución de 1973 y concedió poderes al presidente que equilibraban a los del primer ministro. Desde entonces, el presidente no puede destituir al primer ministro ni la Asamblea Nacional sin consultar previamente al primer ministro.
En 1988, Benazir Bhutto fue elegida, convirtiéndose en la primera mujer jefe de Gobierno en ser democráticamente elegida en un país musulmán.

## Aboliciones del cargo
El cargo de primer ministro no existió durante tres períodos de la historia de Pakistán, una circunstancia diferente de la vacancia del cargo, como resultado de la destitución de un primer ministro individual por parte del presidente. En el primero de dos casos, Pakistán no tuvo primer ministro del 7 de octubre de 1958 hasta el 3 de julio de 1972 y del 5 de julio de 1977 hasta el 24 de marzo de 1985, períodos donde imperó la ley marcial. Durante estos lapsos, el presidente, quien era el administrador en jefe de la ley marcial, efectivamente poseía todos los poderes del primer ministro como jefe de Gobierno, aunque sin el título de primer ministro. En el tercer caso, después del golpe de Estado de Pervez Musharraf, Pakistán no contó con un primer ministro del 12 de octubre de 1999 al 20 de noviembre de 2002. Durante este tiempo, Musharraf mantuvo el cargo de Jefe del Ejecutivo y era, en efecto, el jefe del Gobierno.

## Lista de primeros ministros (desde 1947)
| Espectro político |
| --- |
| Liga Musulmana Liga Awami de Bangladés Partido Republicano Partido del Pueblo Pakistaní Liga Musulmana (Nawaz) Partido Nacional del Pueblo Liga Musulmana (Quaid) Pakistán Tehreek-e-Insaf |

| #                               | Nombre                | Nombre                         | Nombre                            | Inicio                | Final                    | Partido | Gobernador General | Gobernador General              | Gobernador General              | Monarca              |
| ------------------------------- | --------------------- | ------------------------------ | --------------------------------- | --------------------- | ------------------------ | ------- | ------------------ | ------------------------------- | ------------------------------- | -------------------- |
| Dominio de Pakistán (1947-1956) |                       |                                |                                   |                       |                          |         |                    |                                 |                                 |                      |
| 1.º                             |                       |                                | Liaquat Ali Khan (1895-1951)      | 15 de agosto de 1947  | 16 de octubre de 1951    | LM      |                    | Muhammad Ali Jinnah (1947-1948) | Muhammad Ali Jinnah (1947-1948) | Jorge VI (1936-1952) |
| 1.º                             |                       | Khawaja Nazimuddin (1948-1951) | Liaquat Ali Khan (1895-1951)      | 15 de agosto de 1947  | 16 de octubre de 1951    | LM      |                    |                                 |                                 | Jorge VI (1936-1952) |
| 2.º                             |                       |                                | Khawaja Nazimuddin (1894-1964)    | 16 de octubre de 1951 | 17 de abril de 1953      | LM      |                    | Ghulam Muhammad (1951-1955)     | Ghulam Muhammad (1951-1955)     | Jorge VI (1936-1952) |
| 2.º                             | Isabel II (1952-1956) |                                | Khawaja Nazimuddin (1894-1964)    | 16 de octubre de 1951 | 17 de abril de 1953      | LM      |                    | Ghulam Muhammad (1951-1955)     | Ghulam Muhammad (1951-1955)     |                      |
| 3.º                             |                       |                                | Mohammed Alí Bogra (1909-1963)    | 17 de abril de 1953   | 12 de agosto de 1955     | LM      |                    | Ghulam Muhammad (1951-1955)     | Ghulam Muhammad (1951-1955)     |                      |
| 4.º                             |                       |                                | Chaudhry Mohammad Ali (1905-1980) | 12 de agosto de 1955  | 12 de septiembre de 1956 | LM      |                    | Ghulam Muhammad (1951-1955)     | Ghulam Muhammad (1951-1955)     |                      |
| 4.º                             |                       | Iskander Mirza (1955-1956)     | Chaudhry Mohammad Ali (1905-1980) | 12 de agosto de 1955  | 12 de septiembre de 1956 | LM      |                    |                                 |                                 |                      |

| #                                                                  | Nombre | Nombre                           | Nombre                                | Inicio                   | Final                    | Partido | Elecciones                       | Presidente | Presidente                       | Presidente |
| ------------------------------------------------------------------ | ------ | -------------------------------- | ------------------------------------- | ------------------------ | ------------------------ | ------- | -------------------------------- | ---------- | -------------------------------- | ---------- |
| República Islámica de Pakistán (desde 1956)                        |        |                                  |                                       |                          |                          |         |                                  |            |                                  |            |
| 4.º                                                                |        |                                  | Chaudhry Mohammad Ali (1905-1980)     | 12 de agosto de 1955     | 12 de septiembre de 1956 | LM      | -                                |            | Iskander Mirza (1956-1958)       |            |
| 5.º                                                                |        |                                  | Huseyn Shaheed Suhrawardy (1892-1963) | 12 de septiembre de 1956 | 17 de octubre de 1957    | LAP     | -                                |            | Iskander Mirza (1956-1958)       |            |
| 6.º                                                                |        |                                  | I. I. Chundrigar (1898-1968)          | 17 de octubre de 1957    | 16 de diciembre de 1957  | LM      | -                                |            | Iskander Mirza (1956-1958)       |            |
| 7.º                                                                |        |                                  | Feroz Khan Noon (1893-1970)           | 16 de diciembre de 1956  | 7 de octubre de 1958     | PR      | -                                |            | Iskander Mirza (1956-1958)       |            |
| Puesto abolido de 7 de octubre de 1958 al 7 de diciembre de 1971   |        |                                  |                                       |                          |                          |         |                                  |            |                                  |            |
| 8.º                                                                |        |                                  | Nurul Amin (1898-1968)                | 7 de diciembre de 1971   | 20 de diciembre de 1971  | LM      | 1970                             |            | Yahya Khan (1969-1971)           |            |
| Puesto abolido de 21 de diciembre de 1971 al 13 de agosto de 1973  |        |                                  |                                       |                          |                          |         |                                  |            |                                  |            |
| 9.º                                                                |        |                                  | Zulfikar Ali Bhutto (1928-1979)       | 14 de agosto de 1973     | 5 de julio de 1977       | PPP     | 1973                             |            | Fazal Ilahi Chaudhry (1973-1978) |            |
| Puesto abolido de 5 de julio de 1977 al 24 de marzo de 1985        |        |                                  |                                       |                          |                          |         |                                  |            |                                  |            |
| 10.º                                                               |        |                                  | Muhammad Khan Junejo (1932-1993)      | 24 de marzo de 1985      | 29 de mayo de 1988       | LM      | 1985                             |            | Muhammad Zia-ul-Haq (1978-1988)  |            |
| Puesto vacante de 29 de mayo al 2 de diciembre de 1988             |        |                                  |                                       |                          |                          |         |                                  |            |                                  |            |
| 11.º                                                               |        |                                  | Benazir Bhutto (1953-2007)            | 2 de diciembre de 1988   | 6 de agosto de 1990      | PPP     | 1988                             |            | Ghulam Ishaq Khan (1988-1993)    |            |
| -                                                                  |        |                                  | Ghulam Mustafa Jatoi (1931-2009)      | 6 de agosto de 1990      | 6 de noviembre de 1990   | NPP     | 1988                             |            | Ghulam Ishaq Khan (1988-1993)    |            |
| 12.º                                                               |        |                                  | Nawaz Sharif (n. 1949)                | 6 de noviembre de 1990   | 18 de abril de 1993      | LMN     | 1990                             |            | Ghulam Ishaq Khan (1988-1993)    |            |
| -                                                                  |        |                                  | Balakh Sher Mazari (1928-2022)        | 18 de abril de 1993      | 26 de mayo de 1993       | PPP     | 1990                             |            | Ghulam Ishaq Khan (1988-1993)    |            |
| 12.º                                                               |        |                                  | Nawaz Sharif (n. 1949)                | 26 de mayo de 1993       | 18 de julio de 1993      | LMN     | 1990                             |            | Ghulam Ishaq Khan (1988-1993)    |            |
| -                                                                  |        |                                  | Moeenuddin Ahmad Qureshi (1930-2016)  | 18 de julio de 1993      | 19 de octubre de 1993    | Indep.  | Interino con Parlamento disuelto |            | Wasim Sajjad Interino (1993)     |            |
| 13.º                                                               |        |                                  | Benazir Bhutto (1953-2007)            | 19 de octubre de 1993    | 5 de noviembre de 1996   | PPP     | 1993                             |            | Wasim Sajjad Interino (1993)     |            |
| 13.º                                                               |        | Farooq Leghari (1993-1997)       | Benazir Bhutto (1953-2007)            | 19 de octubre de 1993    | 5 de noviembre de 1996   | PPP     | 1993                             |            |                                  |            |
| -                                                                  |        |                                  | Malik Meraj Khalid (1916-2003)        | 5 de noviembre de 1996   | 17 de febrero de 1997    | Indep.  | Interino con Parlamento disuelto |            |                                  |            |
| 14.º                                                               |        |                                  | Nawaz Sharif (n. 1949)                | 17 de febrero de 1997    | 12 de octubre de 1999    | LMN     | 1997                             |            |                                  |            |
| 14.º                                                               |        | Wasim Sajjad Interino (1993)     | Nawaz Sharif (n. 1949)                | 17 de febrero de 1997    | 12 de octubre de 1999    | LMN     | 1997                             |            |                                  |            |
| 14.º                                                               |        | Muhammad Rafiq Tarar (1998-2001) | Nawaz Sharif (n. 1949)                | 17 de febrero de 1997    | 12 de octubre de 1999    | LMN     | 1997                             |            |                                  |            |
| Puesto vacante de 12 de octubre de 1999 al 22 de noviembre de 2003 |        |                                  |                                       |                          |                          |         |                                  |            |                                  |            |
| 15.º                                                               |        |                                  | Zafarullah Khan Jamali (1944-2020)    | 23 de noviembre de 2002  | 26 de junio de 2004      | LMPQ    | 2002                             |            | Pervez Musharraf (2001-2008)     |            |
| 16.º                                                               |        |                                  | Chaudhry Shujaat Hussain (n. 1946)    | 26 de junio de 2004      | 23 de agosto de 2004     | LMPQ    | 2002                             |            | Pervez Musharraf (2001-2008)     |            |
| 17.º                                                               |        |                                  | Shaukat Aziz (n. 1949)                | 28 de agosto de 2004     | 15 de noviembre de 2007  | LMPQ    | 2002                             |            | Pervez Musharraf (2001-2008)     |            |
| -                                                                  |        |                                  | Muhammad Mian Soomro (n. 1950)        | 15 de noviembre de 2007  | 24 de marzo de 2008      | LMN     | Interino con Parlamento disuelto |            | Pervez Musharraf (2001-2008)     |            |
| 18.º                                                               |        |                                  | Yousaf Raza Gillani (1952-)           | 24 de marzo de 2008      | 19 de junio de 2012      | PPP     | 2008                             |            | Muhammad Mian Soomro (2008-2009) |            |
| 18.º                                                               |        | Asif Ali Zardari (2009-2013)     | Yousaf Raza Gillani (1952-)           | 24 de marzo de 2008      | 19 de junio de 2012      | PPP     | 2008                             |            |                                  |            |
| 19.º                                                               |        |                                  | Raja Pervaiz Ashraf (1950-)           | 22 de junio de 2012      | 24 de marzo de 2013      | PPP     | 2008                             |            |                                  |            |
| -                                                                  |        |                                  | Mir Hazar Khan Khoso (1929-2021)      | 25 de marzo de 2013      | 5 de junio de 2013       | Indep.  | Interino con Parlamento disuelto |            |                                  |            |
| 20.º                                                               |        |                                  | Nawaz Sharif (1949-)                  | 5 de junio de 2013       | 28 de julio de 2017      | LMN     | 2013                             |            |                                  |            |
| 20.º                                                               |        | Mamnoon Hussain (2013-2018)      | Nawaz Sharif (1949-)                  | 5 de junio de 2013       | 28 de julio de 2017      | LMN     | 2013                             |            |                                  |            |
| 21.º                                                               |        |                                  | Shahid Khaqan Abbasi (1958-)          | 1 de agosto de 2017      | 1 de junio de 2018       | LMN     | 2013                             |            |                                  |            |
| -                                                                  |        |                                  | Nasirul Mulk (n. 1950)                | 1 de junio de 2018       | 17 de agosto de 2018     | LMN     | Interino con Parlamento disuelto |            |                                  |            |
| 22.º                                                               |        |                                  | Imran Khan (n. 1952)                  | 18 de agosto de 2018     | 10 de abril de 2022      | PTI     | 2018                             |            | Arif Alvi (2018-2024)            |            |
| 23.º                                                               |        |                                  | Shehbaz Sharif (n. 1951)              | 11 de abril de 2022      | 13 de agosto de 2023     | LMN     | 2018                             |            | Arif Alvi (2018-2024)            |            |
| -                                                                  |        |                                  | Anwaar ul Haq Kakar (n. 1971)         | 14 de agosto de 2023     | 4 de marzo de 2024       | BAP     | Interino con Parlamento disuelto |            | Arif Alvi (2018-2024)            |            |
| 24.º                                                               |        |                                  | Shehbaz Sharif (n. 1951)              | 4 de marzo de 2024       | en el cargo              | LMN     | 2024                             |            | Arif Alvi (2018-2024)            |            |
| 24.º                                                               |        | Asif Ali Zardari (2024-)         | Shehbaz Sharif (n. 1951)              | 4 de marzo de 2024       | en el cargo              | LMN     | 2024                             |            |                                  |            |